# Utricularia lasiocaulis
Utricularia lasiocaulis — вид рослин із родини пухирникових (Lentibulariaceae).

## Біоморфологічна характеристика
Квіти середнього розміру, які пофарбовані в яскраво-пурпуровий колір. Нижня губа віночка має форму спідниці і широко розширюється, утворюючи дугу більше ніж на 180 градусів. Верхня віночкова губа велика і також розширюється. На небі присутні дві невеликі помаранчеві підвищення. Шпора починається широко біля центру, а потім нерівномірно зменшується до точки.

## Середовище проживання
Вид росте в Австралії — Північна територія, Квінсленд, Західна Австралія.
Росте у більш вологих місцях в межах сезонно затоплених заплав.